# Luther Whiting Mason
Pour les articles homonymes, voir Mason.
Luther Whiting Mason, né le 3 avril 1818 à Turner dans le Maine et décédé le 14 juillet 1896 à Buckfield dans le même État, est un professeur de musique américain qui est conseiller étranger au Japon pendant l'ère Meiji. Il contribue à introduire la musique classique occidentale dans le système éducatif de l'empire du Japon.

## Biographie
Mason est né en 1818 à Turner dans le Maine. Il travaille pendant de nombreuses années comme professeur de musique, à Louisville (1852-55), Cincinnati (1856-64), et Boston (1864-79). En plus de son travail d'enseignant, Mason collecte des textes de chansons, réalise des manuels scolaires et promeut leur publication. Sa méthode d'enseignement fait usage de graphiques et de ce qu'il appelle des "échelles" pour expliquer ce que sont les gammes musicales, les portées, les clefs, les notes de musique, les intervalles et les dynamiques.
Pendant qu'il travaille à Boston, le gouvernement japonais lui propose un poste de conseiller étranger sur recommandation d'un de ses anciens élèves, Izawa Shuji, en 1872, qu'il accepte.
Professeur à l'université impériale de Tokyo de 1880 à 1882, Mason et Izawa travaillent ensemble pour développer des programmes d'enseignements musicaux pour les écoles élémentaires et intermédiaires, développant des programmes de formation des enseignants, et réalisant la première série de manuels de musique du Japon. Il participe également à la fondation du conservatoire national, le Tokyo Ongaku Gakkō, faisant aujourd'hui partie de l'université des Arts de Tokyo. Il importe des pianos et divers autres instruments d'Occident et s'efforce d'"améliorer" les goûts musicaux des Japonais en encourageant l'étude de l'harmonie et des chansons populaires occidentales.
Bien que Mason exprime un fort désir de rester au Japon, son contrat n'est pas renouvelé pour raisons financières.
Mason fait plus tard quatre voyages en Europe, visitant l'Allemagne, la France, l'Italie, l'Espagne, la Norvège, la Suède et l'Angleterre, étudiant les méthodes d'enseignement et collectant des centaines de livres de musique.
Mason meurt à Buckfield dans le Maine le 14 juillet 1896 à l'âge de 78 ans.